# Jasmin Hagendorfer
Jasmin Hagendorfer é uma artista contemporânea, cineasta, curadora, produtora e organizadora de festivais originária e baseada em Viena (Áustria). É conhecida por ser uma das fundadoras e diretora criativa do Porn Film Festival Vienna .   As suas práticas artísticas são a instalação,  a escultura  e a performance. O seu trabalho aborda temas sociais e políticos e questões sobre identidade de gênero com ênfase em trabalhos políticos em pós-pornografia.  